# الدوري البيروي لكرة القدم 2006
الدوري البيروفي لكرة القدم 2006 (بالإسبانية: Campeonato Descentralizado 2006)‏ هو الموسم 78 من الدوري البيروفي لكرة القدم. كان عدد الأندية المشاركة فيه 12، وفاز فيه نادي أليانزا ليما.